# Turnerville
Turnerville és una concentració de població designada pel cens dels Estats Units a l'estat de Wyoming. Segons el cens del 2000 tenia 155 habitants.

## Demografia
Segons el cens del 2000, Turnerville tenia 155 habitants, 46 habitatges, i 40 famílies. La densitat de població era de 14,7 habitants/km².
Dels 46 habitatges en un 43,5% hi vivien nens de menys de 18 anys, en un 80,4% hi vivien parelles casades, en un 2,2% dones solteres, i en un 13% no eren unitats familiars. En el 10,9% dels habitatges hi vivien persones soles el 10,9% de les quals corresponia a persones de 65 anys o més que vivien soles. El nombre mitjà de persones vivint en cada habitatge era de 3,37 i el nombre mitjà de persones que vivien en cada família era de 3,7.
Per edats la població es repartia de la següent manera: un 39,4% tenia menys de 18 anys, un 5,2% entre 18 i 24, un 23,2% entre 25 i 44, un 15,5% de 45 a 60 i un 16,8% 65 anys o més.
L'edat mediana era de 35 anys. Per cada 100 dones de 18 o més anys hi havia 118,6 homes.
La renda mediana per habitatge era de 52.857 $ i la renda mediana per família de 54.107 $. Els homes tenien una renda mediana de 49.107 $ mentre que les dones 0 $. La renda per capita de la població era de 29.456 $. Cap de les famílies estaven per davall del llindar de pobresa.

## Poblacions més properes
El següent diagrama mostra les poblacions més properes.